# Klein Wittensee
Klein Wittensee település Németországban, Schleswig-Holstein tartományban. Lakosainak száma 208 fő (2023. december 31.).

## Népesség
A település népességének változása:
| Lakosok száma | 191  | 184  | 194  | 231  | 213  | 208  |
|               | 1975 | 2017 | 2019 | 2021 | 2022 | 2023 |